# Leudelange
Leudelange é uma comuna do Luxemburgo, pertence ao distrito de Luxemburgo e ao cantão de Esch-sur-Alzette.

## Demografia
Dados do censo de 15 de fevereiro de 2001:
- população total: 1.851
  - homens: 914
  - mulheres: 937
- densidade: 136,40 hab./km²
- distribuição por nacionalidade:

| Nacionalidade  | População | %      |
| -------------- | --------- | ------ |
| luxemburgueses | 1.317     | 71,15% |
| estrangeiros   | 534       | 28,85% |
| - portugueses  | 121       | 6,54%  |
| - franceses    | 98        | 5,29%  |
| - italianos    | 47        | 2,54%  |
| - belgas       | 92        | 4,97%  |
| - alemães      | 47        | 2,54%  |
| - iuguslavos   | 6         | 0,32%  |
| - outros       | 123       | 6,65%  |

- Crescimento populacional:

| Ano        | População |
| ---------- | --------- |
| 15/02/2001 | 1.851     |
| 01/01/2002 | 1.914     |
| 01/01/2003 | 1.918     |
| 01/01/2004 | 1.891     |
| 01/01/2005 | 1.903     |